# 任承紀
任承纪，字述之。清朝政治人物、同进士出身。
清朝光绪二十四年（1898年），登戊戌科进士三甲八十四名。同年五月，著交吏部掣签分发各省，以知县即用；官至湖北兴山县知县。